# CA All Boys
CA All Boys is een Argentijnse voetbalclub uit de wijk Floresta in Buenos Aires.
De club werd in 1913 opgericht en speelt in het Estadio Islas Malvinas dat plaats biedt aan 21.000 toeschouwers. Tussen 1973 en 1980 speelde de club op het hoogste niveau. Na zeven jaar op het derde niveau gespeeld te hebben in de Primera B Metropolitana werd de club in 2008 kampioen en promoveerde naar de Primera B Nacional. Daar eindigde de club in 2010 als vierde en na promotie- degradatiewedstrijden tegen Rosario Central promoveerde de club naar de Primera División. In 2014 degradeerde de club weer.

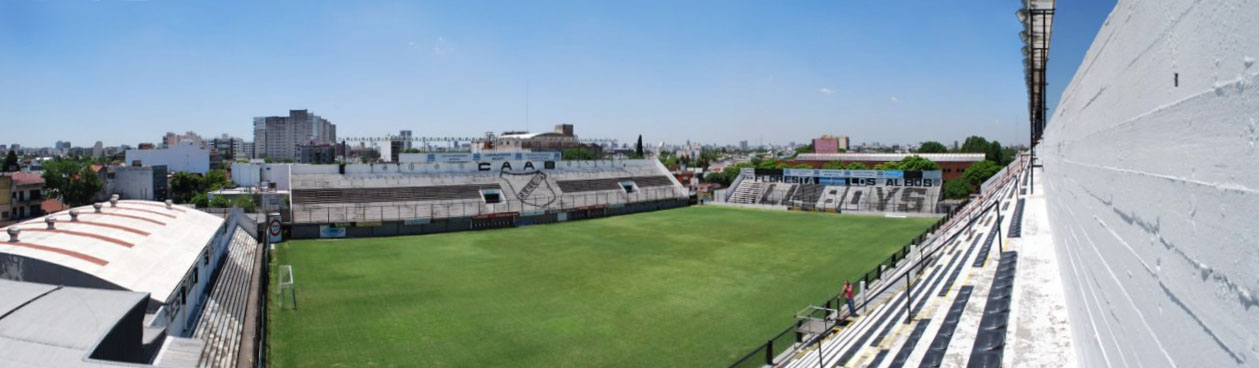
Het Estadio Islas Malvinas

Agropecuario ·
All Boys · 
Almagro · 
Alvarado · 
Atlanta · 
Atlético de Rafaela · 
Barracas Central ·
Belgrano ·
Brown de Adrogué ·  
Chacarita · 
Defensores de Belgrano · 
Deportivo Morón · 
Estudiantes (BA) · 
Estudiantes (RC) · 
Ferro Carril Oeste · 
Gimnasia y Esgrima (J) · 
Gimnasia y Esgrima (M) ·
Guillermo Brown (M) · 
Independiente Rivadavia · 
Instituto (C) · 
Mitre (SdE) · 
Nueva Chicago · 
Platense · 
Quilmes · 
Riestra · 
San Martín (SJ) · 
San Martín (T) · 
Santamarina · 
Sarmiento (J) · 
Tigre · 
Temperley ·
Villa Dálmine